# Crockett Hotel
El Crockett Hotel es un hotel en San Antonio, Texas, con vistas a El Álamo, y es un hito histórico de San Antonio en sí mismo. Fue construido por el Oddfellows' Lodge local, que ocupó una parte del hotel hasta que lo vendieron en 1978.

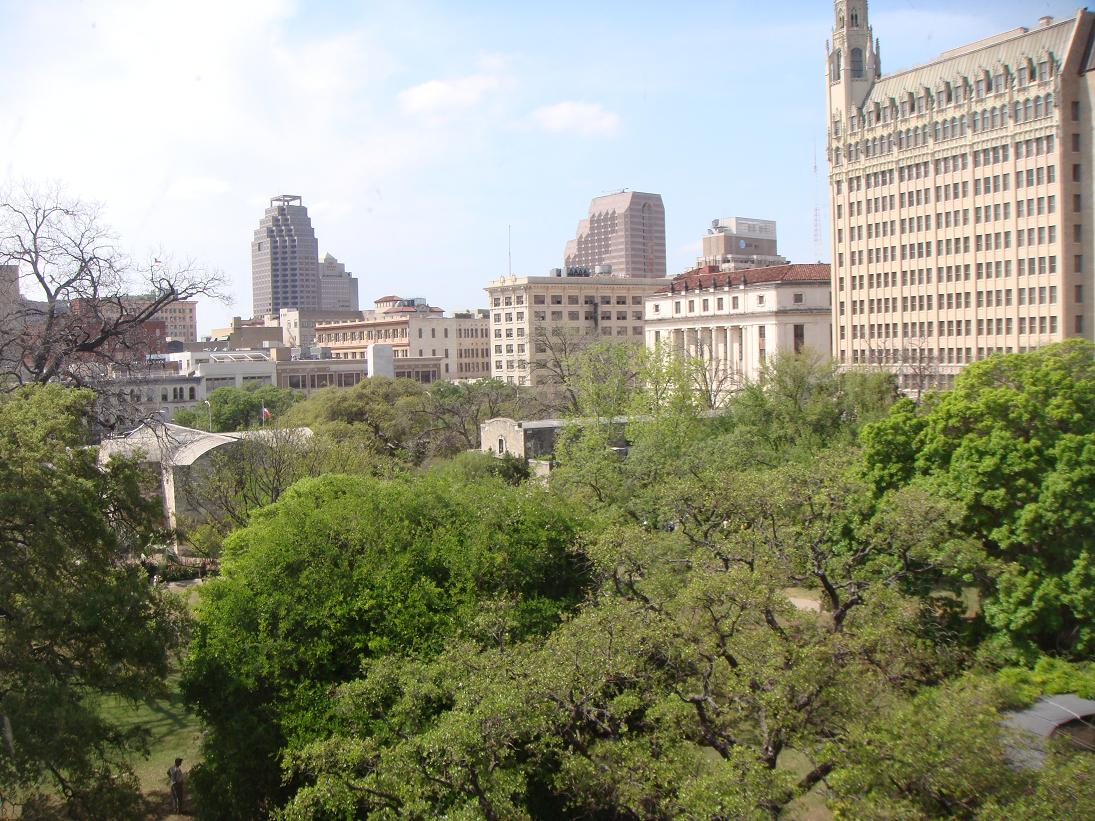
Vista de los terrenos del Álamo desde el hotel

Construido en 1909, es uno de los tres hoteles construidos en el centro de San Antonio ese año.
Está ubicado en los terrenos de la Batalla del Álamo, en parte de los terrenos originales del Álamo, en la ubicación de la tienda de Honore Grenet.
Diseñado por Padgett, fue construido con seis pisos en su ala principal, rematado por "una cornisa con amplios aleros modillones ", pero se agregó un séptimo piso en una renovación de 1927 diseñada por Henry P. Pheltz. Hay una entrada de esquina redondeada al edificio en las calles Bonham y Crockett, y la fachada oeste del edificio "se divide en dos planos siguiendo la configuración del bloque".
Fue incluido en el Registro Nacional de Lugares Históricos en 1977 como un edificio contribuyente en el Distrito Histórico Alamo Plaza. En ese momento (1977) era propiedad del Oddfellows' Lodge local, que ocupaba todo el quinto piso, que también albergaba el Museo de la Gran Logia de Texas de Oddfellows desde 1961.
Ha sido miembro de Historic Hotels of America desde 2010.

## Hotel Davy Crockett en Crockett, Condado de Houston
Existía un Davy Crockett Hotel ubicado en Crockett, sede del condado de Houston, Texas, que funcionó desde 1927 hasta que fue destruido por un incendio en 1972. Era propiedad de Crockett Hotel Co. Una placa histórica de Texas, titulada "Sitio del hotel Crockett", marca el sitio.